# Horlești
Horlești est une commune roumaine située dans le județ de Iași.